# ماركو دوغاندزيتش
ماركو دوغاندزيتش (بالفرنسية: Marko Dugandžić) لاعب كرة قدم كرواتي ولد في 7 أبريل 1994 يلعب حالياً في نادي الطائي السعودي.

## وصلات خارجية
ماركو دوغاندزيتش على موقع الاتحاد الأوربي (الإنجليزية)
- ماركو دوغاندزيتش على موقع اتحاد كرواتيا (الكرواتية)
- ماركو دوغاندزيتش على موقع دوري كوريا الجنوبية (الإنجليزية)
- ماركو دوغاندزيتش على موقع قاعدة بيانات كرة القدم.إي يو (الإنجليزية)
- ماركو دوغاندزيتش على موقع Soccerbase.com (لاعب) (الإنجليزية)
- ماركو دوغاندزيتش على موقع Soccerway.com (الإنجليزية)
- ماركو دوغاندزيتش على موقع عالم كرة القدم.نت (الإنجليزية)